# Appius Claudius Sabinus Inregillensis
Appius Claudius Sabinus Inregillensis gilt traditionell als Begründer des römischen Geschlechts der Claudier und verkörperte angeblich bereits die typischen Merkmale seines Geschlechts. Die Quellenlage ist schwierig, wie für viele Figuren der römischen Geschichte vor dem 4. Jahrhundert v. Chr. Die meisten Angaben werden als reine Erfindung angesehen.
Er soll ursprünglich Attus Clausus oder Atta Claudius geheißen und aus der Stadt Regillum in Sabina gestammt haben. Dort soll er ein Fürsprecher Roms gewesen sein, wofür er viel Widerspruch erfuhr. 504 v. Chr. soll er deshalb mit vielen Gefolgsleuten nach Rom übergesiedelt sein, nachdem es zu Feindseligkeiten zwischen beiden Städten gekommen war. Er wurde demnach als Patrizier aufgenommen und seine Anhänger erhielten das Bürgerrecht sowie Land am Fluss Anio.
Im Jahr 495 v. Chr. habe er das Konsulat bekleidet und große Strenge im Umgang mit den plebejischen Schuldnern gezeigt. Als die Plebejer sich im folgenden Jahr weigerten zum Kriegsdienst anzutreten, schlug er angeblich die Einsetzung eines Diktators vor, nach manchen Quellen gar sich selbst. Auch während der Secessio plebis, der Hungersnot im Jahr 493 v. Chr. und der Verbannung des Gnaeus Marcius Coriolanus 491 v. Chr. soll er große Abneigung gegen die Plebejer gezeigt haben, sei später aber auch als Vermittler mit diesen aufgetreten.
Laut Dionysios war er ein ausgesprochener Gegner der Ackergesetze des Spurius Cassius Vecellinus. Plinius schreibt ihm die Aufstellung der ersten Ahnenbilder in einem öffentlichen Tempel zu.